# Paffendorf
A Paffendorf egy német származású dance formáció.

## Történet
Az 1998-ban létrehozott project mögött az a Ramon Zenker áll, aki a Fragma és a Bellini producere is volt.
Debütáló daluk a Smile volt, majd ezt követte a Ruf Mich An / Call Me Now és a Terminator. Ismertté igazán 2000-ben váltak a Where are You számmal; ekkor már két fiú és három lány alkotta az együttest. Ebben az évben jelent meg első albumuk, Dance City címmel. Az album következő sikeres dala a Rhythm And Sex, ezután érkezett a Be Cool, amelynek két változata jelent meg; a másodikhoz Madonna Vogue című dalának dallamát használták fel.
2002 végére az együttes három taggal maradt. Még ebben az évben adták ki a Crazy, Sexy, Marvelous dalukat, majd 2004-ben az On & On-t és 2005-ben az Under My Skin-t. Ekkor a régi tagok közül már senki sincs a Paffendorfban. 2006-ban jött ki a La La La Girl, majd a Where are You 2007-es változata.
2007-ben jelent meg második albumuk, a Planet Dance. Sikert arattak Self Control számukkal, ami egy feldolgozás volt, majd 2009-ben következett a Bring it Back és a Discover.
2012-ben a Paffendorf mögött álló DJ elhagyta a produkciót, helyét egy másik DJ vette át, de már nem érték el a Paffendorf korábbi sikereit. 2021 júliusában a Brooklyn Bounce-al közreműködve adták ki a Rave all Night című dalt.

## Albumok
- 2000: Dance City
- 2007: Planet Dance

## Kislemezek
| 1998                                    | "Smile"                          | —  | 22 | —  | —  | —  | Dance City   |
| 1998                                    | "Ruf Mich An"                    | —  | 49 | —  | —  | —  | Dance City   |
| 1998                                    | "Terminator 2 Theme: Main Title" | —  | 49 | —  | —  | —  | Dance City   |
| 1999                                    | "Allnight"                       | —  | —  | —  | —  | —  | Dance City   |
| 1999                                    | "Where Are You"                  | 21 | 11 | 18 | 52 | —  | Dance City   |
| 2000                                    | "Everybody Scream"               | —  | 43 | 56 | —  | —  | Dance City   |
| 2001                                    | "Rhythm & Sex"                   | —  | 61 | —  | —  | —  | Be Cool      |
| 2002                                    | "Be Cool"                        | 41 | 29 | —  | —  | 7  | Be Cool      |
| 2002                                    | "Crazy, Sexy, Marvelous"         | —  | 33 | —  | —  | 52 | Planet Dance |
| 2004                                    | "Welcome to Africa"              | —  | —  | —  | —  | —  | Planet Dance |
| 2005                                    | "On & On"                        | —  | 80 | —  | —  | —  | Planet Dance |
| 2005                                    | "Stop That Shit!"                | —  | —  | —  | —  | —  | Planet Dance |
| 2005                                    | "Under My Skin"                  | —  | —  | —  | —  | —  | Planet Dance |
| 2006                                    | "Vogue"                          | —  | —  | —  | —  | —  | Planet Dance |
| 2006                                    | "La La La Girl"                  | —  | —  | —  | —  | —  | Planet Dance |
| 2006                                    | "Where Are You 2007"             | —  | —  | —  | —  | —  | Planet Dance |
| 2007                                    | "It's Not Over"                  | —  | —  | —  | —  | —  | Singles only |
| 2009                                    | "Self Control"                   | —  | 59 | —  | —  | —  | Singles only |
| 2009                                    | "Bring It Back"                  | —  | —  | —  | —  | —  | Singles only |
| 2009                                    | "Discover"                       | —  | —  | —  | —  | —  | Singles only |
| "—" denotes releases that did not chart |                                  |    |    |    |    |    |              |

## Videók
- 1998: Smile
- 1998: Terminator 2 Theme: Main Title
- 1999: Where Are You
- 2001: Rhythm & Sex
- 2002: Be Cool
- 2002: Crazy, Sexy, Marvellous
- 2005: On & On
- 2006: La La La Girl
- 2006: Where Are You 2007